# Zona ribereña

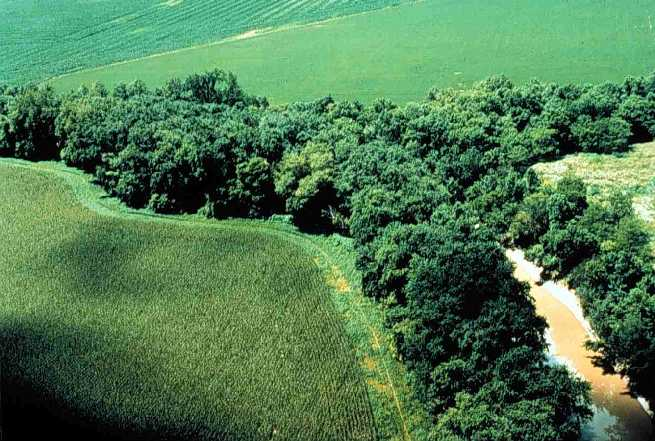
Una franja ribereña bien preservada sobre un afluente del lago Erie.

Se denomina zona ribereña o zona ripícola a la interfase entre el suelo y un río o arroyo. También se utiliza "ribera" o "de ribera" como nomenclatura de uno de los quince tipos de biomas terrestres. Los hábitats vegetales y comunidades a lo largo de las márgenes y orillas del río se denominan vegetación ribereña, la cual se caracteriza por la presencia de plantas hidrófitas. Las zonas ribereñas son importantes en la ecología, gestión ambiental, e  ingeniería civil a causa de la función que desempeñan en la conservación del suelo, la biodiversidad del hábitat, y la influencia que ejercen sobre la fauna y los ecosistemas acuáticos, incluidos las praderas, bosques, y sistemas acuáticos. En algunas regiones se utilizan los términos bosque de ribera, o zona intermedia ribereña, o franja ribereña para caracterizar a la zona ribereña. La raíz de las palabras "ribera" y "ripícola" provienen del latín ripa, que significa orilla del río.

## Características
Las zonas ribereña pueden ser naturales o ser el resultado de acciones de ingeniera para estabilizar el suelo o rehabilitar el suelo. Estas zonas son importantes biofiltros naturales, protegiendo los medios acuáticos de sedimentación excesiva, escurrimiento de aguas de superficie contaminadas y erosión. Las mismas brindan refugio y alimento para numerosos animales acuáticos y sombra que es un elemento importante del sistema de regulación de temperatura del cauce de agua. Cuando las zonas ribereñas son dañadas a causa de actividades de construcción, agricultura o silvicultura, es posible realizar una rehabilitación biológica, por lo general mediante intervención humana para controlar la erosión y recuperar la vegetación. Si la zona adyacente al curso de agua posee aguas estancadas y suelos saturados por tiempos que exceden una estación, por lo general es denominada humedal a causa de las características hídricas del suelo. A causa de su rol prominente en mantener la diversidad de las especies, a menudo las zonas ribereñas son protegidas por las naciones a través de sus planes de acción para proteger la biodiversidad.
Las investigaciones han permitido determinar que las zonas ribereñas son instrumentales en la mejora de la calidad del agua, tanto de la que discurre por la superficie como del agua que fluye hacia los arroyos por cauces subterráneos. En particular es importante en esta zona la atenuación del contenido de nitrato o desnitrificación de los nitratos contenidos en fertilizantes. Las zonas ribereñas pueden contribuir a disminuir la contaminación por nitratos en escurrimientos de superficie desde campos agrícolas, cuyo escurrimiento sino dañaría los ecosistemas y la salud humana. Las zonas ribereñas poseen una alta capacidad de eliminación del nitrógeno, que converge hacia los arroyos y, por lo tanto, contribuyen a la gestión del impacto de las actividades agrícolas.

## Funciones
Las zonas ribereñas regulan la velocidad del cauce de agua. Los meandros de los ríos, combinados con la vegetación y sus raíces, disipan la energía de la corriente, lo cual origina una menor erosión del suelo y una reducción de los daños durante las inundaciones. Los sedimentos quedan atrapados, reduciendo la proporción de sólidos en suspensión para que el agua sea menos turbia. Los contaminantes se filtran de la escorrentía superficial, lo que mejora la calidad del agua mediante biofiltrado.
Las zonas ribereñas también proporcionan hábitats para la vida silvestre, mayor biodiversidad y proporcionan corredores de vida silvestre, lo que permite que los organismos acuáticos y ribereños se muevan a lo largo de los sistemas fluviales evitando comunidades aisladas. Pueden proporcionar forraje para la vida salvaje y el ganado.
Proporcionan riego a paisajes nativos al extender los flujos de agua estacionales o perennes. Los nutrientes de la vegetación terrestre (por ejemplo, hojarasca de plantas y deposiciones de insectos) se transfieren a las redes alimentarias acuáticas. La vegetación que rodea los arroyos contribuye a proporcionar sombra al agua, mitigando los cambios de temperatura del agua. La vegetación también aporta residuos de madera a los arroyos, lo cual es importante para mantener la geomorfología. Las zonas ribereña además actúan como amortiguadoras de erosión, absorbiendo los impactos del cambio climático.
Desde un aspecto social, las zonas ribereñas contribuyen a aportar valor a las propiedades cercanas a través de un mayor número de visitantes, mejorando el estado de los senderos y ciclovías a través de redes de apoyo a las actividades de ribera. Asimismo, se crean espacios para deportes ribereños como la pesca, la natación o el remo.